# Eddie Collins (skådespelare)
Eddie Collins (Edward Bernard Collins), född 30 januari 1883 i Atlantic City i New Jersey, död 2 september 1940 i Arcadia i Kalifornien, var en amerikansk komiker och skådespelare. Han har bland annat varit mimikförebild till karaktären Toker i den animerade filmen Snövit och de sju dvärgarna (1937) av Walt Disney.

## Filmografi i urval
- 1938 – Charlie Chan i Honolulu
- 1939 – Flammande vildmark
- 1939 – Folkets hjälte
- 1939 – Skilsmässomordet
- 1939 – Heaven with a Barbed Wire Fence
- 1939 – Hollywood Cavalcade
- 1940 – Fågel blå
- 1940 – Frank James hämnd